# 圣约瑟夫县 (留尼汪)
圣约瑟夫县（法語：canton de Saint-Joseph）是法国海外省留尼汪的一个县（省级选区），中央投票站位于圣约瑟夫。该县仅涵盖圣约瑟夫1个市镇，且仅涵盖了圣约瑟夫的一部分（剩余部分位于圣皮埃尔第三县）。